# Serraninae
Serraninae is een onderfamilie van zeebaarzen (Serranidae) die uit meerdere geslachten bestaat.

## Lijst van geslachten
- Acanthistius Gill, 1862
- Bullisichthys
- Centropristis Cuvier, 1829
- Chelidoperca Boulenger, 1895
- Cratinus
- Diplectrum Agassiz, 1846
- Hypoplectrus Gill, 1861
- Paralabrax Girard, 1856
- Parasphyraenops
- Schultzea
- Serraniculus
- Serranus